# 若林昌恭
若林 昌恭（わかばやし まさよし）は、下野烏山藩の家老。
烏山藩大久保家の大久保忠成に仕え、文化9年（1812年）に家老となる。文化10年（1813年）7月から「厳法」と称された藩政改革を実施し、家老兼国元勝手御用として手腕を振るった。文政元年（1828年）に隠居し、嘉永4年（1851年）1月20日に死去した。享年95という長寿だった。